# International XT
Unter dem Namen International XT (oder: International Extreme) wurden drei mittelschwere LKW-Modelle von Navistar vertrieben. Die Versionen RXT und CXT teilen sich die Plattform mit dem International Terrastar, während das Modell MXT auf einer eigenen Plattform basiert.

## Versionen

### CXT
Der CXT (oder: Commercial Xtreme Truck) wurde im September 2004 eingeführt. Er ist auf einem Chassis des International 7300 aufgesetzt. Angetrieben wird das Fahrzeug von dem DT466-Dieselmotor. Der Truck ist 6,6 Meter lang und die Fahrerkabine liegt 2,7 Meter hoch. Insgesamt wiegt er 6,6 Tonnen und hat eine Zulässige Gesamtmasse von 11,7 Tonnen.

### MXT
Der MXT (oder: Most Xtreme Truck) wurde 2005 auf der Chicago Autoshow als Konzeptfahrzeug vorgestellt, 2006 als verbessertes Konzeptfahrzeug, bevor es 2007 in die Produktion ging. Das Fahrzeug hat ein geändertes Chassis vom CXT, welches die Fahrerkabine weiter zum Boden holt, und ein strafferes Fahrwerk. Angetrieben wird es durch den Dieselmotor VT365 V8.
Die Spezialversion MXT-MV wird ausschließlich an das Militär verkauft.

### RXT
Der RXT (oder: Recreational Xtreme Truck) wurde im Jahr 2005 auf der Chicago Auto Show präsentiert. Er liegt niedriger als der CXT, steht auf einem Chassis des International 4400 und ist mit Hinterradantrieb und einem Fünfgang-Automatik-Getriebe ausgestattet. Die zulässige Gesamtmasse liegt bei 9,3 Tonnen.

## Bilder

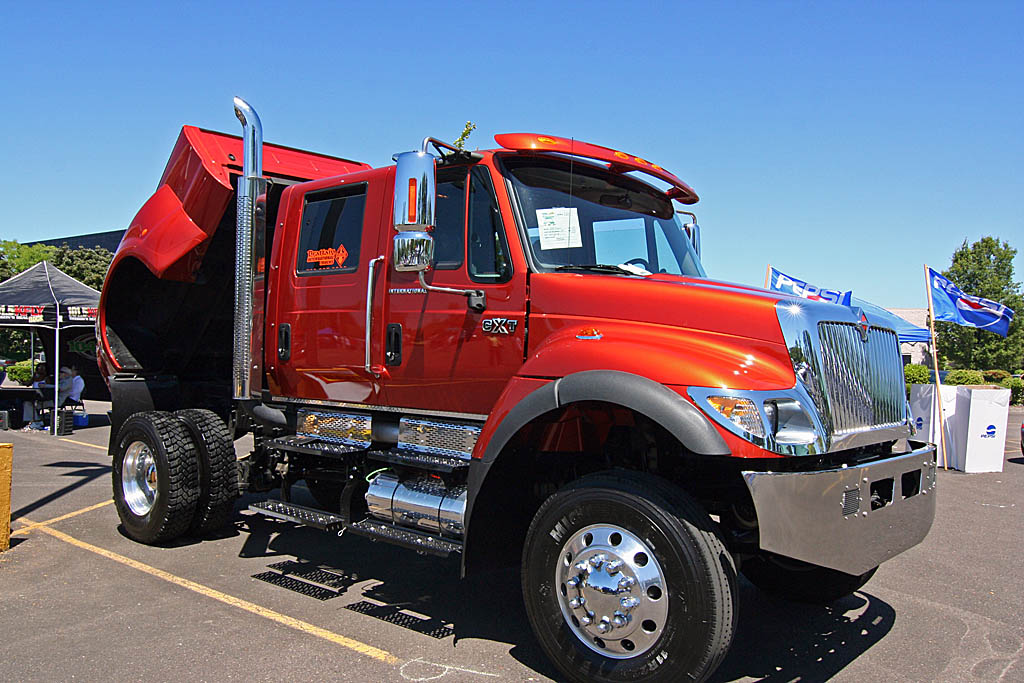
International CXT
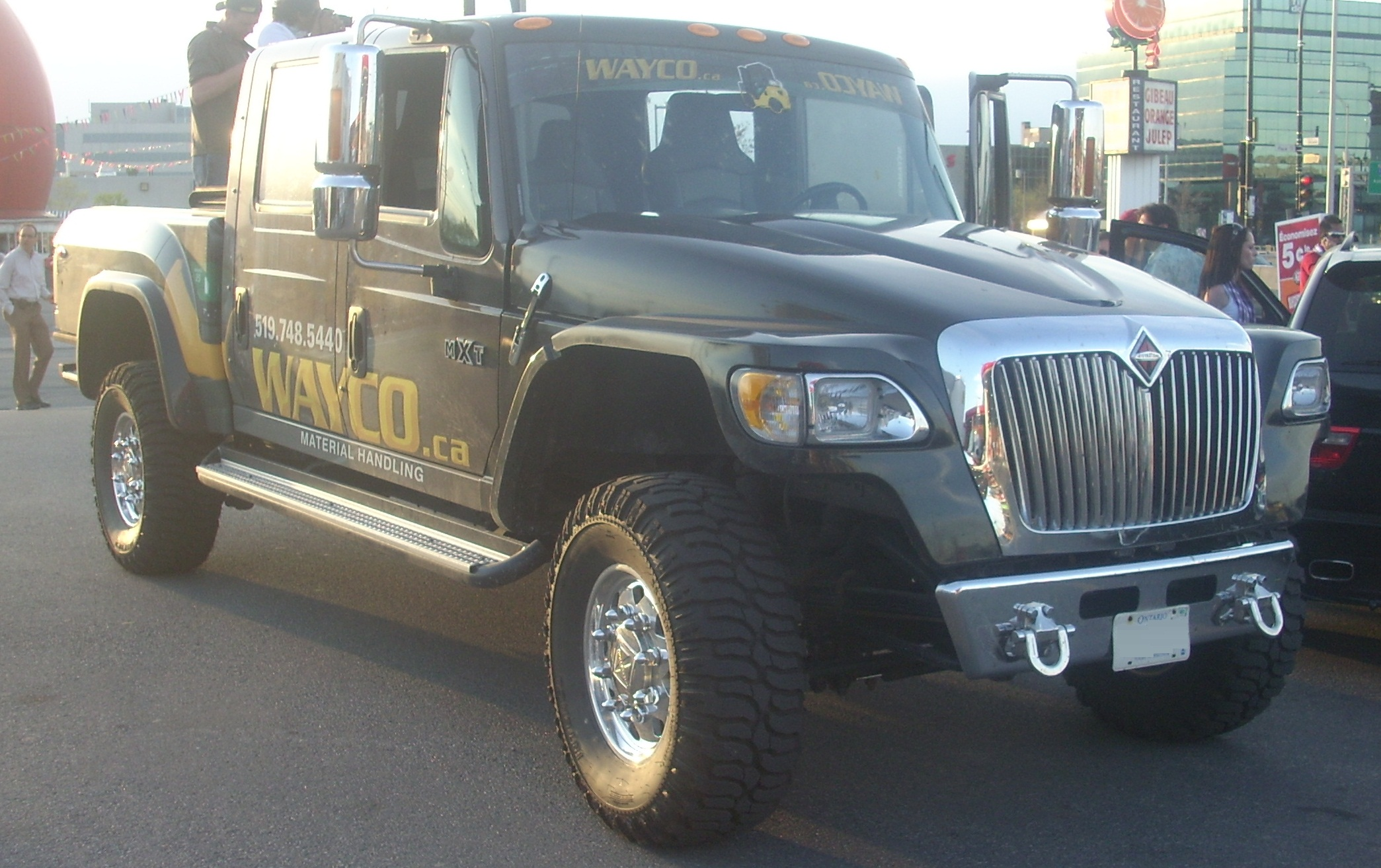
International MXT
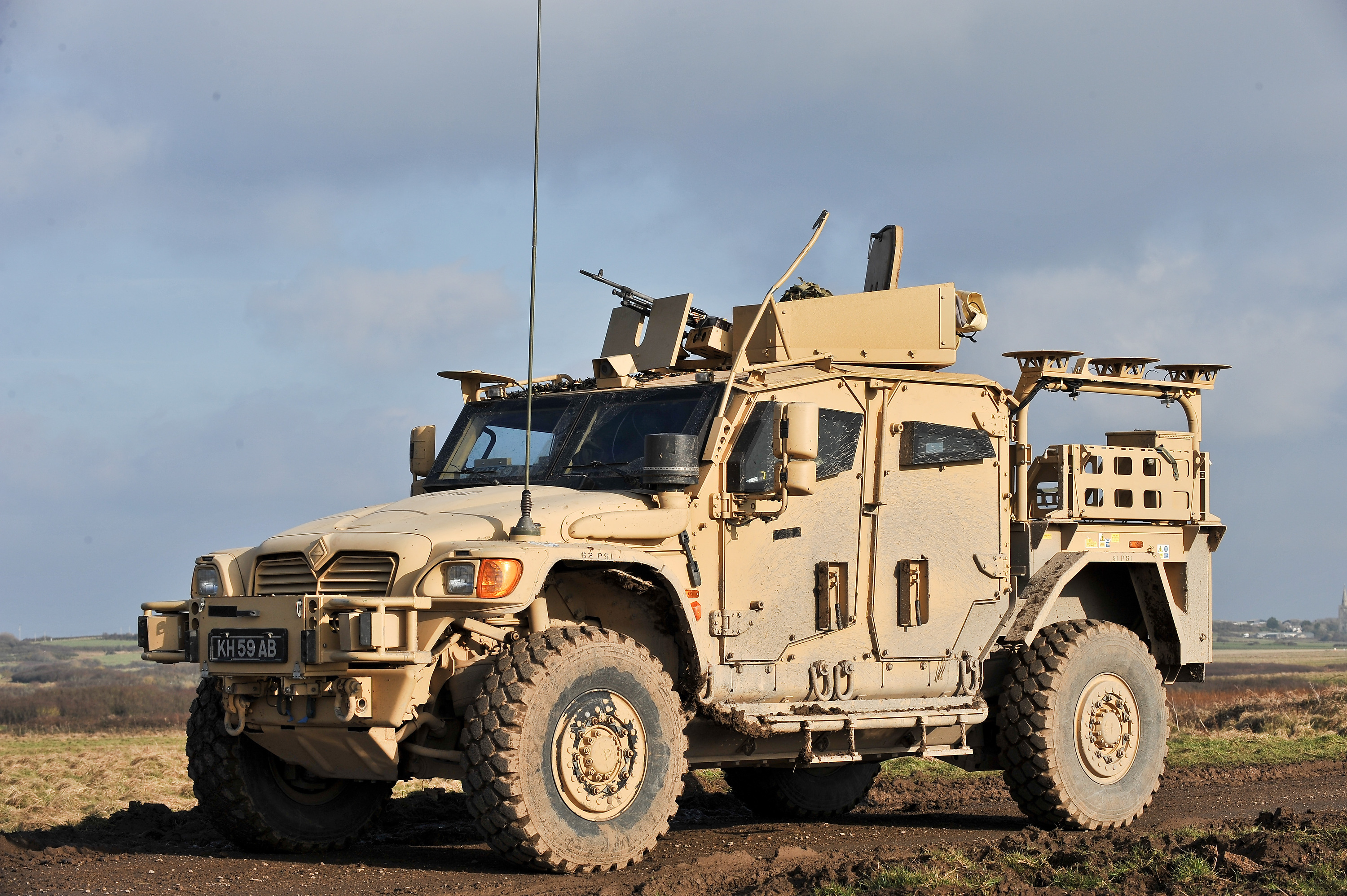
International MXT-MV